# Lista di asteroidi (251001-252000)
Di seguito una lista di asteroidi dal numero 251001 al 252000 con data di scoperta e scopritore.

## 251001-251100
| Nome             | Designazione provvisoria | Data di scoperta  | Scopritore                        |
| ---------------- | ------------------------ | ----------------- | --------------------------------- |
| 251001 Sluch     | 2006 OM14                | 28 luglio 2006    | Andrushivka                       |
| 251002 -         | 2006 OP21                | 21 luglio 2006    | Mount Lemmon Survey               |
| 251003 -         | 2006 PB                  | 1 agosto 2006     | Ferrando, R.                      |
| 251004 -         | 2006 PO3                 | 12 agosto 2006    | NEAT                              |
| 251005 -         | 2006 PP4                 | 13 agosto 2006    | NEAT                              |
| 251006 -         | 2006 PO12                | 13 agosto 2006    | NEAT                              |
| 251007 -         | 2006 PX15                | 15 agosto 2006    | NEAT                              |
| 251008 -         | 2006 PN25                | 13 agosto 2006    | NEAT                              |
| 251009 -         | 2006 PF29                | 12 agosto 2006    | NEAT                              |
| 251010 -         | 2006 PU31                | 14 agosto 2006    | Siding Spring Survey              |
| 251011 -         | 2006 PP32                | 15 agosto 2006    | NEAT                              |
| 251012 -         | 2006 PE38                | 14 agosto 2006    | NEAT                              |
| 251013 -         | 2006 PF41                | 14 agosto 2006    | NEAT                              |
| 251014 -         | 2006 QR4                 | 18 agosto 2006    | Sárneczky, K., Kuli, Z.           |
| 251015 -         | 2006 QA6                 | 19 agosto 2006    | Sárneczky, K., Kuli, Z.           |
| 251016 -         | 2006 QA30                | 19 agosto 2006    | NEAT                              |
| 251017 -         | 2006 QJ30                | 20 agosto 2006    | NEAT                              |
| 251018 Liubirena | 2006 QC31                | 16 agosto 2006    | Andrushivka                       |
| 251019 -         | 2006 QV31                | 18 agosto 2006    | LINEAR                            |
| 251020 -         | 2006 QV34                | 17 agosto 2006    | NEAT                              |
| 251021 -         | 2006 QQ36                | 16 agosto 2006    | Siding Spring Survey              |
| 251022 -         | 2006 QN39                | 19 agosto 2006    | LONEOS                            |
| 251023 -         | 2006 QE46                | 20 agosto 2006    | NEAT                              |
| 251024 -         | 2006 QE51                | 23 agosto 2006    | NEAT                              |
| 251025 -         | 2006 QC60                | 20 agosto 2006    | NEAT                              |
| 251026 -         | 2006 QG60                | 20 agosto 2006    | NEAT                              |
| 251027 -         | 2006 QH61                | 21 agosto 2006    | LINEAR                            |
| 251028 -         | 2006 QO79                | 24 agosto 2006    | LINEAR                            |
| 251029 -         | 2006 QH94                | 16 agosto 2006    | NEAT                              |
| 251030 -         | 2006 QV96                | 16 agosto 2006    | NEAT                              |
| 251031 -         | 2006 QB97                | 19 agosto 2006    | NEAT                              |
| 251032 -         | 2006 QU100               | 25 agosto 2006    | LINEAR                            |
| 251033 -         | 2006 QY123               | 29 agosto 2006    | CSS                               |
| 251034 -         | 2006 QY126               | 16 agosto 2006    | NEAT                              |
| 251035 -         | 2006 QS138               | 16 agosto 2006    | NEAT                              |
| 251036 -         | 2006 QC139               | 17 agosto 2006    | NEAT                              |
| 251037 -         | 2006 QX139               | 18 agosto 2006    | NEAT                              |
| 251038 -         | 2006 QK166               | 29 agosto 2006    | LONEOS                            |
| 251039 -         | 2006 QX166               | 29 agosto 2006    | CSS                               |
| 251040 -         | 2006 RN3                 | 11 settembre 2006 | CSS                               |
| 251041 -         | 2006 RM15                | 14 settembre 2006 | NEAT                              |
| 251042 -         | 2006 RY16                | 14 settembre 2006 | NEAT                              |
| 251043 -         | 2006 RS17                | 14 settembre 2006 | NEAT                              |
| 251044 -         | 2006 RY18                | 14 settembre 2006 | NEAT                              |
| 251045 -         | 2006 RC21                | 15 settembre 2006 | Spacewatch                        |
| 251046 -         | 2006 RT44                | 14 settembre 2006 | Spacewatch                        |
| 251047 -         | 2006 RO52                | 14 settembre 2006 | Spacewatch                        |
| 251048 -         | 2006 RB54                | 14 settembre 2006 | Spacewatch                        |
| 251049 -         | 2006 RL55                | 14 settembre 2006 | Spacewatch                        |
| 251050 -         | 2006 RM58                | 15 settembre 2006 | Spacewatch                        |
| 251051 -         | 2006 RZ59                | 15 settembre 2006 | Spacewatch                        |
| 251052 -         | 2006 RV60                | 14 settembre 2006 | NEAT                              |
| 251053 -         | 2006 RM62                | 12 settembre 2006 | CSS                               |
| 251054 -         | 2006 RV74                | 15 settembre 2006 | Spacewatch                        |
| 251055 -         | 2006 RH87                | 15 settembre 2006 | Spacewatch                        |
| 251056 -         | 2006 RJ94                | 15 settembre 2006 | Spacewatch                        |
| 251057 -         | 2006 RD95                | 15 settembre 2006 | Spacewatch                        |
| 251058 -         | 2006 SU                  | 16 settembre 2006 | Tucker, R. A.                     |
| 251059 -         | 2006 SP4                 | 16 settembre 2006 | CSS                               |
| 251060 -         | 2006 SU5                 | 16 settembre 2006 | LONEOS                            |
| 251061 -         | 2006 SJ14                | 17 settembre 2006 | CSS                               |
| 251062 -         | 2006 SK18                | 17 settembre 2006 | Spacewatch                        |
| 251063 -         | 2006 ST22                | 17 settembre 2006 | LONEOS                            |
| 251064 -         | 2006 SK23                | 17 settembre 2006 | LONEOS                            |
| 251065 -         | 2006 SW25                | 16 settembre 2006 | CSS                               |
| 251066 -         | 2006 SG26                | 16 settembre 2006 | CSS                               |
| 251067 -         | 2006 ST34                | 17 settembre 2006 | CSS                               |
| 251068 -         | 2006 SN35                | 17 settembre 2006 | Spacewatch                        |
| 251069 -         | 2006 SB37                | 17 settembre 2006 | Spacewatch                        |
| 251070 -         | 2006 SV40                | 18 settembre 2006 | CSS                               |
| 251071 -         | 2006 SH46                | 18 settembre 2006 | Spacewatch                        |
| 251072 -         | 2006 SU48                | 17 settembre 2006 | LONEOS                            |
| 251073 -         | 2006 SM57                | 19 settembre 2006 | Astronomical Research Observatory |
| 251074 -         | 2006 SN57                | 19 settembre 2006 | Spacewatch                        |
| 251075 -         | 2006 SP71                | 19 settembre 2006 | Spacewatch                        |
| 251076 -         | 2006 SH76                | 19 settembre 2006 | Spacewatch                        |
| 251077 -         | 2006 SX78                | 16 settembre 2006 | CSS                               |
| 251078 -         | 2006 SL79                | 17 settembre 2006 | CSS                               |
| 251079 -         | 2006 SC81                | 18 settembre 2006 | Spacewatch                        |
| 251080 -         | 2006 ST85                | 18 settembre 2006 | Spacewatch                        |
| 251081 -         | 2006 SZ90                | 18 settembre 2006 | Spacewatch                        |
| 251082 -         | 2006 SW93                | 18 settembre 2006 | Spacewatch                        |
| 251083 -         | 2006 SM104               | 19 settembre 2006 | Spacewatch                        |
| 251084 -         | 2006 SR105               | 19 settembre 2006 | Spacewatch                        |
| 251085 -         | 2006 SY108               | 19 settembre 2006 | Spacewatch                        |
| 251086 -         | 2006 SE113               | 23 settembre 2006 | Spacewatch                        |
| 251087 -         | 2006 SS123               | 19 settembre 2006 | LONEOS                            |
| 251088 -         | 2006 SM126               | 21 settembre 2006 | LONEOS                            |
| 251089 -         | 2006 SR139               | 22 settembre 2006 | LINEAR                            |
| 251090 -         | 2006 SM144               | 19 settembre 2006 | Spacewatch                        |
| 251091 -         | 2006 SY171               | 25 settembre 2006 | Spacewatch                        |
| 251092 -         | 2006 SW197               | 27 settembre 2006 | OAM                               |
| 251093 -         | 2006 SE200               | 24 settembre 2006 | Spacewatch                        |
| 251094 -         | 2006 SC201               | 24 settembre 2006 | Spacewatch                        |
| 251095 -         | 2006 SK211               | 26 settembre 2006 | CSS                               |
| 251096 -         | 2006 SO223               | 25 settembre 2006 | Spacewatch                        |
| 251097 -         | 2006 SC224               | 25 settembre 2006 | Mount Lemmon Survey               |
| 251098 -         | 2006 SE256               | 26 settembre 2006 | Spacewatch                        |
| 251099 -         | 2006 SF268               | 26 settembre 2006 | Spacewatch                        |
| 251100 -         | 2006 SU269               | 26 settembre 2006 | Mount Lemmon Survey               |

## 251101-251200
| Nome     | Designazione provvisoria | Data di scoperta  | Scopritore                        |
| -------- | ------------------------ | ----------------- | --------------------------------- |
| 251101 - | 2006 SQ280               | 29 settembre 2006 | LONEOS                            |
| 251102 - | 2006 SZ280               | 29 settembre 2006 | LONEOS                            |
| 251103 - | 2006 SO282               | 25 settembre 2006 | LINEAR                            |
| 251104 - | 2006 SN283               | 26 settembre 2006 | LINEAR                            |
| 251105 - | 2006 SJ284               | 27 settembre 2006 | CSS                               |
| 251106 - | 2006 SW290               | 25 settembre 2006 | Spacewatch                        |
| 251107 - | 2006 SA295               | 25 settembre 2006 | Spacewatch                        |
| 251108 - | 2006 SJ295               | 25 settembre 2006 | Spacewatch                        |
| 251109 - | 2006 SN296               | 25 settembre 2006 | Spacewatch                        |
| 251110 - | 2006 SL297               | 25 settembre 2006 | Mount Lemmon Survey               |
| 251111 - | 2006 SM309               | 27 settembre 2006 | Spacewatch                        |
| 251112 - | 2006 SP322               | 27 settembre 2006 | Spacewatch                        |
| 251113 - | 2006 SX331               | 28 settembre 2006 | Mount Lemmon Survey               |
| 251114 - | 2006 SO332               | 28 settembre 2006 | Mount Lemmon Survey               |
| 251115 - | 2006 SW332               | 28 settembre 2006 | Spacewatch                        |
| 251116 - | 2006 SK336               | 28 settembre 2006 | Spacewatch                        |
| 251117 - | 2006 SB354               | 30 settembre 2006 | CSS                               |
| 251118 - | 2006 SB356               | 30 settembre 2006 | CSS                               |
| 251119 - | 2006 SD356               | 30 settembre 2006 | CSS                               |
| 251120 - | 2006 SH357               | 30 settembre 2006 | CSS                               |
| 251121 - | 2006 SM359               | 30 settembre 2006 | CSS                               |
| 251122 - | 2006 SE360               | 30 settembre 2006 | Spacewatch                        |
| 251123 - | 2006 SD363               | 30 settembre 2006 | CSS                               |
| 251124 - | 2006 SO364               | 28 settembre 2006 | Mount Lemmon Survey               |
| 251125 - | 2006 SM375               | 17 settembre 2006 | Becker, A. C.                     |
| 251126 - | 2006 SC393               | 28 settembre 2006 | CSS                               |
| 251127 - | 2006 SB398               | 27 settembre 2006 | Mount Lemmon Survey               |
| 251128 - | 2006 SE400               | 19 settembre 2006 | Spacewatch                        |
| 251129 - | 2006 SW413               | 25 settembre 2006 | CSS                               |
| 251130 - | 2006 TQ                  | 1 ottobre 2006    | Lin, C.-S., Ye, Q.-Z.             |
| 251131 - | 2006 TA4                 | 2 ottobre 2006    | Mount Lemmon Survey               |
| 251132 - | 2006 TG20                | 11 ottobre 2006   | Spacewatch                        |
| 251133 - | 2006 TJ20                | 11 ottobre 2006   | Spacewatch                        |
| 251134 - | 2006 TV21                | 11 ottobre 2006   | Spacewatch                        |
| 251135 - | 2006 TC25                | 12 ottobre 2006   | Spacewatch                        |
| 251136 - | 2006 TO34                | 12 ottobre 2006   | Spacewatch                        |
| 251137 - | 2006 TO37                | 12 ottobre 2006   | Spacewatch                        |
| 251138 - | 2006 TV37                | 12 ottobre 2006   | Spacewatch                        |
| 251139 - | 2006 TZ37                | 12 ottobre 2006   | Spacewatch                        |
| 251140 - | 2006 TK45                | 12 ottobre 2006   | Spacewatch                        |
| 251141 - | 2006 TN45                | 12 ottobre 2006   | Spacewatch                        |
| 251142 - | 2006 TB46                | 12 ottobre 2006   | Spacewatch                        |
| 251143 - | 2006 TR46                | 12 ottobre 2006   | Spacewatch                        |
| 251144 - | 2006 TZ46                | 12 ottobre 2006   | Spacewatch                        |
| 251145 - | 2006 TV48                | 12 ottobre 2006   | Spacewatch                        |
| 251146 - | 2006 TO49                | 12 ottobre 2006   | NEAT                              |
| 251147 - | 2006 TZ51                | 12 ottobre 2006   | Spacewatch                        |
| 251148 - | 2006 TL56                | 13 ottobre 2006   | Spacewatch                        |
| 251149 - | 2006 TS56                | 14 ottobre 2006   | Astronomical Research Observatory |
| 251150 - | 2006 TQ64                | 11 ottobre 2006   | Spacewatch                        |
| 251151 - | 2006 TS72                | 11 ottobre 2006   | NEAT                              |
| 251152 - | 2006 TY72                | 11 ottobre 2006   | NEAT                              |
| 251153 - | 2006 TR73                | 11 ottobre 2006   | Spacewatch                        |
| 251154 - | 2006 TX73                | 11 ottobre 2006   | NEAT                              |
| 251155 - | 2006 TG74                | 11 ottobre 2006   | NEAT                              |
| 251156 - | 2006 TU74                | 11 ottobre 2006   | NEAT                              |
| 251157 - | 2006 TN75                | 11 ottobre 2006   | NEAT                              |
| 251158 - | 2006 TK78                | 12 ottobre 2006   | NEAT                              |
| 251159 - | 2006 TA81                | 13 ottobre 2006   | Spacewatch                        |
| 251160 - | 2006 TG82                | 13 ottobre 2006   | Spacewatch                        |
| 251161 - | 2006 TY82                | 13 ottobre 2006   | Spacewatch                        |
| 251162 - | 2006 TM83                | 13 ottobre 2006   | Spacewatch                        |
| 251163 - | 2006 TY87                | 13 ottobre 2006   | Spacewatch                        |
| 251164 - | 2006 TJ97                | 13 ottobre 2006   | Spacewatch                        |
| 251165 - | 2006 TB106               | 14 ottobre 2006   | Lin, C.-S., Ye, Q.-Z.             |
| 251166 - | 2006 TW108               | 2 ottobre 2006    | Mount Lemmon Survey               |
| 251167 - | 2006 TJ113               | 1 ottobre 2006    | Becker, A. C.                     |
| 251168 - | 2006 TO121               | 13 ottobre 2006   | Spacewatch                        |
| 251169 - | 2006 UF2                 | 16 ottobre 2006   | Bickel, W.                        |
| 251170 - | 2006 UE3                 | 16 ottobre 2006   | Tucker, R. A.                     |
| 251171 - | 2006 UM6                 | 16 ottobre 2006   | CSS                               |
| 251172 - | 2006 UM8                 | 16 ottobre 2006   | CSS                               |
| 251173 - | 2006 UO12                | 17 ottobre 2006   | Mount Lemmon Survey               |
| 251174 - | 2006 UB13                | 17 ottobre 2006   | Mount Lemmon Survey               |
| 251175 - | 2006 UM16                | 17 ottobre 2006   | Mount Lemmon Survey               |
| 251176 - | 2006 UB24                | 16 ottobre 2006   | Spacewatch                        |
| 251177 - | 2006 UH26                | 16 ottobre 2006   | Spacewatch                        |
| 251178 - | 2006 UE32                | 16 ottobre 2006   | Spacewatch                        |
| 251179 - | 2006 UT32                | 16 ottobre 2006   | Spacewatch                        |
| 251180 - | 2006 UZ37                | 16 ottobre 2006   | Spacewatch                        |
| 251181 - | 2006 UX58                | 19 ottobre 2006   | CSS                               |
| 251182 - | 2006 UR60                | 19 ottobre 2006   | LINEAR                            |
| 251183 - | 2006 UP61                | 19 ottobre 2006   | CSS                               |
| 251184 - | 2006 UY70                | 16 ottobre 2006   | CSS                               |
| 251185 - | 2006 UM77                | 17 ottobre 2006   | Spacewatch                        |
| 251186 - | 2006 UQ79                | 17 ottobre 2006   | Spacewatch                        |
| 251187 - | 2006 UR80                | 17 ottobre 2006   | Mount Lemmon Survey               |
| 251188 - | 2006 UJ84                | 17 ottobre 2006   | Mount Lemmon Survey               |
| 251189 - | 2006 UA88                | 17 ottobre 2006   | Spacewatch                        |
| 251190 - | 2006 UF90                | 17 ottobre 2006   | Spacewatch                        |
| 251191 - | 2006 UK90                | 17 ottobre 2006   | Spacewatch                        |
| 251192 - | 2006 UT105               | 18 ottobre 2006   | Spacewatch                        |
| 251193 - | 2006 UO107               | 18 ottobre 2006   | Spacewatch                        |
| 251194 - | 2006 UB118               | 19 ottobre 2006   | Spacewatch                        |
| 251195 - | 2006 UH119               | 19 ottobre 2006   | Spacewatch                        |
| 251196 - | 2006 UY122               | 19 ottobre 2006   | Spacewatch                        |
| 251197 - | 2006 UR125               | 19 ottobre 2006   | Spacewatch                        |
| 251198 - | 2006 UM128               | 19 ottobre 2006   | Spacewatch                        |
| 251199 - | 2006 UT129               | 19 ottobre 2006   | Spacewatch                        |
| 251200 - | 2006 UZ139               | 19 ottobre 2006   | Spacewatch                        |

## 251201-251300
| Nome     | Designazione provvisoria | Data di scoperta | Scopritore              |
| -------- | ------------------------ | ---------------- | ----------------------- |
| 251201 - | 2006 UT149               | 20 ottobre 2006  | CSS                     |
| 251202 - | 2006 UW154               | 21 ottobre 2006  | Spacewatch              |
| 251203 - | 2006 UT157               | 21 ottobre 2006  | Mount Lemmon Survey     |
| 251204 - | 2006 UP164               | 21 ottobre 2006  | Mount Lemmon Survey     |
| 251205 - | 2006 UX164               | 21 ottobre 2006  | Mount Lemmon Survey     |
| 251206 - | 2006 UT174               | 22 ottobre 2006  | CSS                     |
| 251207 - | 2006 UY178               | 16 ottobre 2006  | CSS                     |
| 251208 - | 2006 UC179               | 16 ottobre 2006  | CSS                     |
| 251209 - | 2006 UR183               | 17 ottobre 2006  | CSS                     |
| 251210 - | 2006 UF184               | 19 ottobre 2006  | CSS                     |
| 251211 - | 2006 UU184               | 24 ottobre 2006  | Endate, K.              |
| 251212 - | 2006 UB185               | 23 ottobre 2006  | CSS                     |
| 251213 - | 2006 UD188               | 19 ottobre 2006  | CSS                     |
| 251214 - | 2006 UB189               | 19 ottobre 2006  | CSS                     |
| 251215 - | 2006 UA190               | 19 ottobre 2006  | CSS                     |
| 251216 - | 2006 UT190               | 19 ottobre 2006  | CSS                     |
| 251217 - | 2006 UJ192               | 19 ottobre 2006  | CSS                     |
| 251218 - | 2006 UV201               | 22 ottobre 2006  | NEAT                    |
| 251219 - | 2006 US202               | 22 ottobre 2006  | NEAT                    |
| 251220 - | 2006 UN203               | 22 ottobre 2006  | NEAT                    |
| 251221 - | 2006 UM204               | 22 ottobre 2006  | Spacewatch              |
| 251222 - | 2006 UL209               | 23 ottobre 2006  | Spacewatch              |
| 251223 - | 2006 UA211               | 23 ottobre 2006  | Spacewatch              |
| 251224 - | 2006 UJ218               | 27 ottobre 2006  | Nyukasa                 |
| 251225 - | 2006 UL220               | 16 ottobre 2006  | CSS                     |
| 251226 - | 2006 UL229               | 20 ottobre 2006  | NEAT                    |
| 251227 - | 2006 UT234               | 22 ottobre 2006  | Mount Lemmon Survey     |
| 251228 - | 2006 UH241               | 23 ottobre 2006  | CSS                     |
| 251229 - | 2006 UK269               | 27 ottobre 2006  | Mount Lemmon Survey     |
| 251230 - | 2006 UO270               | 27 ottobre 2006  | Mount Lemmon Survey     |
| 251231 - | 2006 UD271               | 27 ottobre 2006  | Spacewatch              |
| 251232 - | 2006 UD272               | 27 ottobre 2006  | Mount Lemmon Survey     |
| 251233 - | 2006 UE273               | 27 ottobre 2006  | Spacewatch              |
| 251234 - | 2006 UR278               | 28 ottobre 2006  | Spacewatch              |
| 251235 - | 2006 UT281               | 28 ottobre 2006  | Mount Lemmon Survey     |
| 251236 - | 2006 UN283               | 28 ottobre 2006  | Spacewatch              |
| 251237 - | 2006 UR285               | 28 ottobre 2006  | Spacewatch              |
| 251238 - | 2006 UC286               | 28 ottobre 2006  | Spacewatch              |
| 251239 - | 2006 UX289               | 31 ottobre 2006  | Spacewatch              |
| 251240 - | 2006 UM327               | 27 ottobre 2006  | CSS                     |
| 251241 - | 2006 UP329               | 27 ottobre 2006  | CSS                     |
| 251242 - | 2006 UE359               | 20 ottobre 2006  | Mount Lemmon Survey     |
| 251243 - | 2006 VZ8                 | 11 novembre 2006 | Spacewatch              |
| 251244 - | 2006 VJ9                 | 11 novembre 2006 | CSS                     |
| 251245 - | 2006 VS14                | 9 novembre 2006  | Spacewatch              |
| 251246 - | 2006 VR29                | 10 novembre 2006 | Spacewatch              |
| 251247 - | 2006 VV30                | 10 novembre 2006 | Spacewatch              |
| 251248 - | 2006 VN34                | 11 novembre 2006 | CSS                     |
| 251249 - | 2006 VX40                | 12 novembre 2006 | Mount Lemmon Survey     |
| 251250 - | 2006 VQ43                | 13 novembre 2006 | Spacewatch              |
| 251251 - | 2006 VU48                | 10 novembre 2006 | Spacewatch              |
| 251252 - | 2006 VM49                | 10 novembre 2006 | Spacewatch              |
| 251253 - | 2006 VG52                | 11 novembre 2006 | Spacewatch              |
| 251254 - | 2006 VT86                | 14 novembre 2006 | LINEAR                  |
| 251255 - | 2006 VF89                | 14 novembre 2006 | Spacewatch              |
| 251256 - | 2006 VE90                | 14 novembre 2006 | CSS                     |
| 251257 - | 2006 VT100               | 11 novembre 2006 | CSS                     |
| 251258 - | 2006 VC107               | 13 novembre 2006 | Spacewatch              |
| 251259 - | 2006 VO109               | 13 novembre 2006 | CSS                     |
| 251260 - | 2006 VW112               | 13 novembre 2006 | Spacewatch              |
| 251261 - | 2006 VG124               | 14 novembre 2006 | Spacewatch              |
| 251262 - | 2006 VL143               | 15 novembre 2006 | Spacewatch              |
| 251263 - | 2006 VG168               | 2 novembre 2006  | Mount Lemmon Survey     |
| 251264 - | 2006 WL                  | 16 novembre 2006 | Nyukasa                 |
| 251265 - | 2006 WE1                 | 17 novembre 2006 | Ferrando, R.            |
| 251266 - | 2006 WX11                | 16 novembre 2006 | Mount Lemmon Survey     |
| 251267 - | 2006 WW14                | 16 novembre 2006 | CSS                     |
| 251268 - | 2006 WL15                | 16 novembre 2006 | Chang, M.-T., Ye, Q.-Z. |
| 251269 - | 2006 WV26                | 18 novembre 2006 | LINEAR                  |
| 251270 - | 2006 WH32                | 16 novembre 2006 | Spacewatch              |
| 251271 - | 2006 WX32                | 16 novembre 2006 | CSS                     |
| 251272 - | 2006 WQ39                | 16 novembre 2006 | Spacewatch              |
| 251273 - | 2006 WX39                | 16 novembre 2006 | Spacewatch              |
| 251274 - | 2006 WY50                | 16 novembre 2006 | Spacewatch              |
| 251275 - | 2006 WL53                | 16 novembre 2006 | CSS                     |
| 251276 - | 2006 WN60                | 17 novembre 2006 | Spacewatch              |
| 251277 - | 2006 WP61                | 17 novembre 2006 | CSS                     |
| 251278 - | 2006 WX61                | 17 novembre 2006 | CSS                     |
| 251279 - | 2006 WB66                | 17 novembre 2006 | CSS                     |
| 251280 - | 2006 WD69                | 17 novembre 2006 | Mount Lemmon Survey     |
| 251281 - | 2006 WF69                | 17 novembre 2006 | Mount Lemmon Survey     |
| 251282 - | 2006 WJ77                | 18 novembre 2006 | Spacewatch              |
| 251283 - | 2006 WX87                | 18 novembre 2006 | Mount Lemmon Survey     |
| 251284 - | 2006 WL95                | 19 novembre 2006 | Spacewatch              |
| 251285 - | 2006 WE96                | 19 novembre 2006 | CSS                     |
| 251286 - | 2006 WE108               | 19 novembre 2006 | LINEAR                  |
| 251287 - | 2006 WK116               | 20 novembre 2006 | Mount Lemmon Survey     |
| 251288 - | 2006 WL120               | 21 novembre 2006 | LINEAR                  |
| 251289 - | 2006 WY124               | 22 novembre 2006 | LINEAR                  |
| 251290 - | 2006 WF148               | 20 novembre 2006 | LINEAR                  |
| 251291 - | 2006 WU153               | 22 novembre 2006 | Spacewatch              |
| 251292 - | 2006 WD173               | 23 novembre 2006 | Spacewatch              |
| 251293 - | 2006 WC188               | 24 novembre 2006 | Spacewatch              |
| 251294 - | 2006 WG194               | 27 novembre 2006 | Spacewatch              |
| 251295 - | 2006 XE7                 | 9 dicembre 2006  | Spacewatch              |
| 251296 - | 2006 XF8                 | 9 dicembre 2006  | Spacewatch              |
| 251297 - | 2006 XY22                | 12 dicembre 2006 | Spacewatch              |
| 251298 - | 2006 XY38                | 11 dicembre 2006 | Spacewatch              |
| 251299 - | 2006 XH41                | 12 dicembre 2006 | Mount Lemmon Survey     |
| 251300 - | 2006 XK42                | 12 dicembre 2006 | CSS                     |

## 251301-251400
| Nome                   | Designazione provvisoria | Data di scoperta  | Scopritore           |
| ---------------------- | ------------------------ | ----------------- | -------------------- |
| 251301 -               | 2006 XO42                | 12 dicembre 2006  | Mount Lemmon Survey  |
| 251302 -               | 2006 XZ50                | 13 dicembre 2006  | Mount Lemmon Survey  |
| 251303 -               | 2006 XY53                | 15 dicembre 2006  | LINEAR               |
| 251304 -               | 2006 XT54                | 15 dicembre 2006  | LINEAR               |
| 251305 -               | 2006 XD55                | 15 dicembre 2006  | LINEAR               |
| 251306 -               | 2006 XC59                | 14 dicembre 2006  | Spacewatch           |
| 251307 -               | 2006 XD62                | 15 dicembre 2006  | Spacewatch           |
| 251308 -               | 2006 XH64                | 12 dicembre 2006  | LINEAR               |
| 251309 -               | 2006 YQ6                 | 18 dicembre 2006  | LINEAR               |
| 251310 -               | 2006 YQ9                 | 21 dicembre 2006  | Spacewatch           |
| 251311 -               | 2006 YS14                | 22 dicembre 2006  | Crni Vrh             |
| 251312 -               | 2006 YV14                | 23 dicembre 2006  | Crni Vrh             |
| 251313 -               | 2006 YY38                | 21 dicembre 2006  | Spacewatch           |
| 251314 -               | 2006 YE52                | 22 dicembre 2006  | CSS                  |
| 251315 -               | 2007 AO19                | 15 gennaio 2007   | CSS                  |
| 251316 -               | 2007 AG23                | 10 gennaio 2007   | Mount Lemmon Survey  |
| 251317 -               | 2007 BV4                 | 17 gennaio 2007   | NEAT                 |
| 251318 -               | 2007 BQ6                 | 17 gennaio 2007   | Mount Lemmon Survey  |
| 251319 -               | 2007 BA19                | 18 gennaio 2007   | NEAT                 |
| 251320 -               | 2007 BR25                | 24 gennaio 2007   | Mount Lemmon Survey  |
| 251321 -               | 2007 BF38                | 24 gennaio 2007   | CSS                  |
| 251322 -               | 2007 BG55                | 24 gennaio 2007   | LINEAR               |
| 251323 -               | 2007 BS68                | 27 gennaio 2007   | Mount Lemmon Survey  |
| 251324 -               | 2007 CZ16                | 8 febbraio 2007   | Spacewatch           |
| 251325 Leopoldjosefine | 2007 CX26                | 9 febbraio 2007   | Gierlinger, R.       |
| 251326 -               | 2007 CE41                | 7 febbraio 2007   | Spacewatch           |
| 251327 -               | 2007 CJ44                | 8 febbraio 2007   | NEAT                 |
| 251328 -               | 2007 CM60                | 10 febbraio 2007  | NEAT                 |
| 251329 -               | 2007 DD25                | 17 febbraio 2007  | Spacewatch           |
| 251330 -               | 2007 DD55                | 21 febbraio 2007  | LINEAR               |
| 251331 -               | 2007 DJ83                | 25 febbraio 2007  | Mount Lemmon Survey  |
| 251332 -               | 2007 DY87                | 23 febbraio 2007  | Spacewatch           |
| 251333 -               | 2007 DY106               | 17 febbraio 2007  | Spacewatch           |
| 251334 -               | 2007 EZ3                 | 9 marzo 2007      | Spacewatch           |
| 251335 -               | 2007 EL4                 | 9 marzo 2007      | Mount Lemmon Survey  |
| 251336 -               | 2007 EU14                | 9 marzo 2007      | Mount Lemmon Survey  |
| 251337 -               | 2007 EZ18                | 10 marzo 2007     | Mount Lemmon Survey  |
| 251338 -               | 2007 EM181               | 14 marzo 2007     | Spacewatch           |
| 251339 -               | 2007 EC202               | 9 marzo 2007      | NEAT                 |
| 251340 -               | 2007 HJ96                | 19 aprile 2007    | Siding Spring Survey |
| 251341 -               | 2007 OO9                 | 23 luglio 2007    | Crni Vrh             |
| 251342 -               | 2007 PF3                 | 4 agosto 2007     | Siding Spring Survey |
| 251343 -               | 2007 PL29                | 14 agosto 2007    | LINEAR               |
| 251344 -               | 2007 RW224               | 10 settembre 2007 | Spacewatch           |
| 251345 -               | 2007 RH302               | 14 settembre 2007 | Mount Lemmon Survey  |
| 251346 -               | 2007 SJ                  | 17 settembre 2007 | LINEAR               |
| 251347 -               | 2007 TY12                | 6 ottobre 2007    | LINEAR               |
| 251348 -               | 2007 TG22                | 8 ottobre 2007    | Spacewatch           |
| 251349 -               | 2007 TM39                | 6 ottobre 2007    | Spacewatch           |
| 251350 -               | 2007 TE46                | 7 ottobre 2007    | Spacewatch           |
| 251351 -               | 2007 TN55                | 4 ottobre 2007    | Spacewatch           |
| 251352 -               | 2007 TH62                | 7 ottobre 2007    | Mount Lemmon Survey  |
| 251353 -               | 2007 TJ114               | 8 ottobre 2007    | CSS                  |
| 251354 -               | 2007 TY131               | 7 ottobre 2007    | Mount Lemmon Survey  |
| 251355 -               | 2007 TR141               | 9 ottobre 2007    | Mount Lemmon Survey  |
| 251356 -               | 2007 TM163               | 11 ottobre 2007   | LINEAR               |
| 251357 -               | 2007 TW168               | 12 ottobre 2007   | LINEAR               |
| 251358 -               | 2007 TM179               | 7 ottobre 2007    | CSS                  |
| 251359 -               | 2007 TF212               | 7 ottobre 2007    | Spacewatch           |
| 251360 -               | 2007 TJ261               | 10 ottobre 2007   | Spacewatch           |
| 251361 -               | 2007 TH309               | 10 ottobre 2007   | Mount Lemmon Survey  |
| 251362 -               | 2007 TU408               | 14 ottobre 2007   | CSS                  |
| 251363 -               | 2007 TX418               | 9 ottobre 2007    | Spacewatch           |
| 251364 -               | 2007 TE419               | 10 ottobre 2007   | Spacewatch           |
| 251365 -               | 2007 TQ447               | 13 ottobre 2007   | LINEAR               |
| 251366 -               | 2007 TR451               | 9 ottobre 2007    | Spacewatch           |
| 251367 -               | 2007 UZ35                | 19 ottobre 2007   | CSS                  |
| 251368 -               | 2007 UO41                | 16 ottobre 2007   | Spacewatch           |
| 251369 -               | 2007 UA47                | 20 ottobre 2007   | CSS                  |
| 251370 -               | 2007 UF57                | 30 ottobre 2007   | Spacewatch           |
| 251371 -               | 2007 UR86                | 30 ottobre 2007   | Spacewatch           |
| 251372 -               | 2007 UY104               | 30 ottobre 2007   | Spacewatch           |
| 251373 -               | 2007 VO9                 | 2 novembre 2007   | CSS                  |
| 251374 -               | 2007 VC15                | 1 novembre 2007   | Spacewatch           |
| 251375 -               | 2007 VX54                | 1 novembre 2007   | Spacewatch           |
| 251376 -               | 2007 VK55                | 1 novembre 2007   | Spacewatch           |
| 251377 -               | 2007 VJ64                | 1 novembre 2007   | Spacewatch           |
| 251378 -               | 2007 VF74                | 3 novembre 2007   | Spacewatch           |
| 251379 -               | 2007 VZ79                | 3 novembre 2007   | Spacewatch           |
| 251380 -               | 2007 VK80                | 3 novembre 2007   | Spacewatch           |
| 251381 -               | 2007 VE87                | 2 novembre 2007   | LINEAR               |
| 251382 -               | 2007 VB90                | 4 novembre 2007   | LINEAR               |
| 251383 -               | 2007 VA96                | 7 novembre 2007   | BATTeRS              |
| 251384 -               | 2007 VJ138               | 2 novembre 2007   | Spacewatch           |
| 251385 -               | 2007 VJ163               | 5 novembre 2007   | Spacewatch           |
| 251386 -               | 2007 VG165               | 5 novembre 2007   | Spacewatch           |
| 251387 -               | 2007 VO174               | 3 novembre 2007   | Mount Lemmon Survey  |
| 251388 -               | 2007 VS186               | 12 novembre 2007  | BATTeRS              |
| 251389 -               | 2007 VR193               | 4 novembre 2007   | Mount Lemmon Survey  |
| 251390 -               | 2007 VY202               | 8 novembre 2007   | CSS                  |
| 251391 -               | 2007 VD209               | 7 novembre 2007   | Spacewatch           |
| 251392 -               | 2007 VQ267               | 15 novembre 2007  | OAM                  |
| 251393 -               | 2007 VJ330               | 3 novembre 2007   | Mount Lemmon Survey  |
| 251394 -               | 2007 WA39                | 19 novembre 2007  | Spacewatch           |
| 251395 -               | 2007 WD44                | 19 novembre 2007  | Mount Lemmon Survey  |
| 251396 -               | 2007 WG60                | 17 novembre 2007  | Spacewatch           |
| 251397 -               | 2007 XP22                | 10 dicembre 2007  | LINEAR               |
| 251398 -               | 2007 XB24                | 14 dicembre 2007  | OAM                  |
| 251399 -               | 2007 XR33                | 10 dicembre 2007  | LINEAR               |
| 251400 -               | 2007 XM57                | 4 dicembre 2007   | LINEAR               |

## 251401-251500
| Nome                | Designazione provvisoria | Data di scoperta | Scopritore             |
| ------------------- | ------------------------ | ---------------- | ---------------------- |
| 251401 -            | 2007 YJ7                 | 16 dicembre 2007 | Spacewatch             |
| 251402 -            | 2007 YL22                | 16 dicembre 2007 | Spacewatch             |
| 251403 -            | 2007 YA24                | 17 dicembre 2007 | Mount Lemmon Survey    |
| 251404 -            | 2007 YO31                | 28 dicembre 2007 | Spacewatch             |
| 251405 -            | 2007 YT31                | 28 dicembre 2007 | LUSS                   |
| 251406 -            | 2007 YO63                | 31 dicembre 2007 | Spacewatch             |
| 251407 -            | 2008 AH3                 | 8 gennaio 2008   | Kugel, F.              |
| 251408 -            | 2008 AU3                 | 4 gennaio 2008   | BATTeRS                |
| 251409 -            | 2008 AF6                 | 10 gennaio 2008  | Mount Lemmon Survey    |
| 251410 -            | 2008 AS10                | 10 gennaio 2008  | Mount Lemmon Survey    |
| 251411 -            | 2008 AJ18                | 10 gennaio 2008  | Mount Lemmon Survey    |
| 251412 -            | 2008 AB29                | 11 gennaio 2008  | Lowe, A.               |
| 251413 -            | 2008 AA30                | 8 gennaio 2008   | Ries, W.               |
| 251414 -            | 2008 AV38                | 10 gennaio 2008  | CSS                    |
| 251415 -            | 2008 AT43                | 10 gennaio 2008  | Spacewatch             |
| 251416 -            | 2008 AN50                | 11 gennaio 2008  | Spacewatch             |
| 251417 -            | 2008 AX60                | 11 gennaio 2008  | Spacewatch             |
| 251418 -            | 2008 AP65                | 11 gennaio 2008  | Spacewatch             |
| 251419 -            | 2008 AY74                | 11 gennaio 2008  | Spacewatch             |
| 251420 -            | 2008 AQ79                | 12 gennaio 2008  | Spacewatch             |
| 251421 -            | 2008 AR81                | 13 gennaio 2008  | Mount Lemmon Survey    |
| 251422 -            | 2008 AE86                | 13 gennaio 2008  | Spacewatch             |
| 251423 -            | 2008 AP96                | 14 gennaio 2008  | Spacewatch             |
| 251424 -            | 2008 AH110               | 15 gennaio 2008  | Spacewatch             |
| 251425 -            | 2008 AZ113               | 10 gennaio 2008  | Mount Lemmon Survey    |
| 251426 -            | 2008 AM128               | 13 gennaio 2008  | Spacewatch             |
| 251427 -            | 2008 BH15                | 28 gennaio 2008  | OAM                    |
| 251428 -            | 2008 BD16                | 28 gennaio 2008  | LUSS                   |
| 251429 -            | 2008 BV21                | 30 gennaio 2008  | Mount Lemmon Survey    |
| 251430 -            | 2008 BV32                | 30 gennaio 2008  | Spacewatch             |
| 251431 -            | 2008 BY32                | 30 gennaio 2008  | Spacewatch             |
| 251432 -            | 2008 BG35                | 30 gennaio 2008  | Mount Lemmon Survey    |
| 251433 -            | 2008 BK36                | 30 gennaio 2008  | Spacewatch             |
| 251434 -            | 2008 BL48                | 18 gennaio 2008  | Mount Lemmon Survey    |
| 251435 -            | 2008 BO48                | 30 gennaio 2008  | Mount Lemmon Survey    |
| 251436 -            | 2008 CL8                 | 2 febbraio 2008  | Spacewatch             |
| 251437 -            | 2008 CJ18                | 3 febbraio 2008  | Spacewatch             |
| 251438 -            | 2008 CE21                | 6 febbraio 2008  | BATTeRS                |
| 251439 -            | 2008 CE33                | 2 febbraio 2008  | Spacewatch             |
| 251440 -            | 2008 CR41                | 2 febbraio 2008  | Spacewatch             |
| 251441 -            | 2008 CK42                | 2 febbraio 2008  | Spacewatch             |
| 251442 -            | 2008 CW45                | 2 febbraio 2008  | CSS                    |
| 251443 -            | 2008 CY47                | 3 febbraio 2008  | CSS                    |
| 251444 -            | 2008 CN60                | 7 febbraio 2008  | Mount Lemmon Survey    |
| 251445 -            | 2008 CK68                | 5 febbraio 2008  | OAM                    |
| 251446 -            | 2008 CO78                | 7 febbraio 2008  | Spacewatch             |
| 251447 -            | 2008 CF91                | 8 febbraio 2008  | Spacewatch             |
| 251448 -            | 2008 CC112               | 10 febbraio 2008 | Spacewatch             |
| 251449 Olexakorol'  | 2008 CK117               | 11 febbraio 2008 | Andrushivka            |
| 251450 -            | 2008 CD120               | 11 febbraio 2008 | Kugel, F.              |
| 251451 -            | 2008 CR125               | 8 febbraio 2008  | Spacewatch             |
| 251452 -            | 2008 CW132               | 8 febbraio 2008  | Spacewatch             |
| 251453 -            | 2008 CA139               | 8 febbraio 2008  | Spacewatch             |
| 251454 -            | 2008 CB140               | 8 febbraio 2008  | Spacewatch             |
| 251455 -            | 2008 CM141               | 8 febbraio 2008  | Spacewatch             |
| 251456 -            | 2008 CS143               | 8 febbraio 2008  | Spacewatch             |
| 251457 -            | 2008 CT152               | 9 febbraio 2008  | CSS                    |
| 251458 -            | 2008 CK180               | 9 febbraio 2008  | CSS                    |
| 251459 -            | 2008 CX180               | 9 febbraio 2008  | CSS                    |
| 251460 -            | 2008 CV193               | 8 febbraio 2008  | Spacewatch             |
| 251461 -            | 2008 CZ193               | 9 febbraio 2008  | Spacewatch             |
| 251462 -            | 2008 CC195               | 13 febbraio 2008 | Spacewatch             |
| 251463 -            | 2008 CW195               | 3 febbraio 2008  | Spacewatch             |
| 251464 -            | 2008 CC196               | 8 febbraio 2008  | Mount Lemmon Survey    |
| 251465 -            | 2008 CP198               | 12 febbraio 2008 | Spacewatch             |
| 251466 -            | 2008 CV206               | 10 febbraio 2008 | Mount Lemmon Survey    |
| 251467 -            | 2008 CF213               | 9 febbraio 2008  | LINEAR                 |
| 251468 -            | 2008 DH10                | 26 febbraio 2008 | LONEOS                 |
| 251469 -            | 2008 DT13                | 26 febbraio 2008 | Mount Lemmon Survey    |
| 251470 -            | 2008 DR18                | 26 febbraio 2008 | Spacewatch             |
| 251471 -            | 2008 DW23                | 26 febbraio 2008 | Mount Lemmon Survey    |
| 251472 -            | 2008 DB27                | 29 febbraio 2008 | Spacewatch             |
| 251473 -            | 2008 DT30                | 27 febbraio 2008 | Spacewatch             |
| 251474 -            | 2008 DW30                | 27 febbraio 2008 | Spacewatch             |
| 251475 -            | 2008 DV32                | 27 febbraio 2008 | Spacewatch             |
| 251476 -            | 2008 DX32                | 27 febbraio 2008 | Spacewatch             |
| 251477 -            | 2008 DZ52                | 29 febbraio 2008 | Mount Lemmon Survey    |
| 251478 -            | 2008 DB55                | 26 febbraio 2008 | Spacewatch             |
| 251479 -            | 2008 DG57                | 28 febbraio 2008 | CSS                    |
| 251480 -            | 2008 DT57                | 28 febbraio 2008 | CSS                    |
| 251481 -            | 2008 DC59                | 27 febbraio 2008 | Spacewatch             |
| 251482 -            | 2008 DF76                | 28 febbraio 2008 | Mount Lemmon Survey    |
| 251483 -            | 2008 DR80                | 18 febbraio 2008 | Mount Lemmon Survey    |
| 251484 -            | 2008 DC84                | 18 febbraio 2008 | Mount Lemmon Survey    |
| 251485 Bois-d'Amont | 2008 ED7                 | 2 marzo 2008     | Kocher, P.             |
| 251486 -            | 2008 EG7                 | 2 marzo 2008     | CSS                    |
| 251487 -            | 2008 EY7                 | 3 marzo 2008     | OAM                    |
| 251488 -            | 2008 EZ14                | 1 marzo 2008     | Spacewatch             |
| 251489 -            | 2008 EA27                | 4 marzo 2008     | Mount Lemmon Survey    |
| 251490 -            | 2008 EU35                | 3 marzo 2008     | Spacewatch             |
| 251491 -            | 2008 EZ35                | 3 marzo 2008     | CSS                    |
| 251492 -            | 2008 ET36                | 3 marzo 2008     | PMO NEO Survey Program |
| 251493 -            | 2008 EG42                | 4 marzo 2008     | Mount Lemmon Survey    |
| 251494 -            | 2008 EU49                | 6 marzo 2008     | Spacewatch             |
| 251495 -            | 2008 ED71                | 6 marzo 2008     | Mount Lemmon Survey    |
| 251496 -            | 2008 EG79                | 8 marzo 2008     | CSS                    |
| 251497 -            | 2008 EK97                | 8 marzo 2008     | Mount Lemmon Survey    |
| 251498 -            | 2008 EQ108               | 7 marzo 2008     | Mount Lemmon Survey    |
| 251499 -            | 2008 EC109               | 7 marzo 2008     | Mount Lemmon Survey    |
| 251500 -            | 2008 EA116               | 8 marzo 2008     | Mount Lemmon Survey    |

## 251501-251600
| Nome                 | Designazione provvisoria | Data di scoperta  | Scopritore             |
| -------------------- | ------------------------ | ----------------- | ---------------------- |
| 251501 -             | 2008 EU125               | 10 marzo 2008     | Spacewatch             |
| 251502 -             | 2008 EU128               | 11 marzo 2008     | Spacewatch             |
| 251503 -             | 2008 EC129               | 11 marzo 2008     | Spacewatch             |
| 251504 -             | 2008 EC146               | 14 marzo 2008     | PMO NEO Survey Program |
| 251505 -             | 2008 EQ151               | 8 marzo 2008      | Mount Lemmon Survey    |
| 251506 -             | 2008 FB2                 | 25 marzo 2008     | Spacewatch             |
| 251507 -             | 2008 FJ3                 | 25 marzo 2008     | Spacewatch             |
| 251508 -             | 2008 FD8                 | 25 marzo 2008     | Spacewatch             |
| 251509 -             | 2008 FY13                | 26 marzo 2008     | Mount Lemmon Survey    |
| 251510 -             | 2008 FZ32                | 28 marzo 2008     | Mount Lemmon Survey    |
| 251511 -             | 2008 FQ41                | 28 marzo 2008     | Mount Lemmon Survey    |
| 251512 -             | 2008 FK58                | 28 marzo 2008     | Mount Lemmon Survey    |
| 251513 -             | 2008 FY61                | 25 marzo 2008     | Spacewatch             |
| 251514 -             | 2008 FH68                | 28 marzo 2008     | Mount Lemmon Survey    |
| 251515 -             | 2008 FJ78                | 27 marzo 2008     | Mount Lemmon Survey    |
| 251516 -             | 2008 FJ81                | 27 marzo 2008     | Mount Lemmon Survey    |
| 251517 -             | 2008 FZ117               | 31 marzo 2008     | Spacewatch             |
| 251518 -             | 2008 FW118               | 31 marzo 2008     | Mount Lemmon Survey    |
| 251519 -             | 2008 FY123               | 29 marzo 2008     | CSS                    |
| 251520 -             | 2008 FB131               | 29 marzo 2008     | Spacewatch             |
| 251521 -             | 2008 GO3                 | 6 aprile 2008     | Sheridan, E.           |
| 251522 -             | 2008 GZ33                | 3 aprile 2008     | Mount Lemmon Survey    |
| 251523 -             | 2008 GA49                | 5 aprile 2008     | Spacewatch             |
| 251524 -             | 2008 GU50                | 5 aprile 2008     | Mount Lemmon Survey    |
| 251525 -             | 2008 GX60                | 5 aprile 2008     | CSS                    |
| 251526 -             | 2008 GX98                | 9 aprile 2008     | Spacewatch             |
| 251527 -             | 2008 GV137               | 8 aprile 2008     | Spacewatch             |
| 251528 -             | 2008 GU141               | 14 aprile 2008    | Mount Lemmon Survey    |
| 251529 -             | 2008 HR1                 | 24 aprile 2008    | Spacewatch             |
| 251530 -             | 2008 HT16                | 25 aprile 2008    | Mount Lemmon Survey    |
| 251531 -             | 2008 HA28                | 28 aprile 2008    | Spacewatch             |
| 251532 -             | 2008 HE30                | 29 aprile 2008    | Spacewatch             |
| 251533 -             | 2008 JQ17                | 4 maggio 2008     | Spacewatch             |
| 251534 -             | 2008 KK4                 | 27 maggio 2008    | Spacewatch             |
| 251535 -             | 2008 KK8                 | 27 maggio 2008    | Spacewatch             |
| 251536 -             | 2008 SK257               | 22 settembre 2008 | Spacewatch             |
| 251537 -             | 2008 UE5                 | 26 ottobre 2008   | CSS                    |
| 251538 -             | 2008 WZ128               | 21 novembre 2008  | Mount Lemmon Survey    |
| 251539 -             | 2008 XQ43                | 2 dicembre 2008   | Spacewatch             |
| 251540 -             | 2008 YF1                 | 19 dicembre 2008  | OAM                    |
| 251541 -             | 2008 YG172               | 29 dicembre 2008  | Mount Lemmon Survey    |
| 251542 -             | 2009 AB47                | 7 gennaio 2009    | Spacewatch             |
| 251543 -             | 2009 BM62                | 18 gennaio 2009   | PMO NEO Survey Program |
| 251544 -             | 2009 BA70                | 25 gennaio 2009   | CSS                    |
| 251545 -             | 2009 BK97                | 25 gennaio 2009   | Spacewatch             |
| 251546 -             | 2009 BR147               | 30 gennaio 2009   | Mount Lemmon Survey    |
| 251547 -             | 2009 BA150               | 31 gennaio 2009   | Spacewatch             |
| 251548 -             | 2009 BO177               | 30 gennaio 2009   | Mount Lemmon Survey    |
| 251549 -             | 2009 CE23                | 1 febbraio 2009   | Spacewatch             |
| 251550 -             | 2009 CP30                | 1 febbraio 2009   | Spacewatch             |
| 251551 -             | 2009 CJ31                | 1 febbraio 2009   | Spacewatch             |
| 251552 -             | 2009 CO44                | 14 febbraio 2009  | Spacewatch             |
| 251553 -             | 2009 CC50                | 14 febbraio 2009  | OAM                    |
| 251554 -             | 2009 CX58                | 4 febbraio 2009   | Mount Lemmon Survey    |
| 251555 -             | 2009 CF64                | 2 febbraio 2009   | Spacewatch             |
| 251556 -             | 2009 DY14                | 20 febbraio 2009  | Calvin College         |
| 251557 -             | 2009 DJ15                | 16 febbraio 2009  | OAM                    |
| 251558 -             | 2009 DD18                | 19 febbraio 2009  | Spacewatch             |
| 251559 -             | 2009 DV45                | 23 febbraio 2009  | LINEAR                 |
| 251560 -             | 2009 DY60                | 22 febbraio 2009  | Spacewatch             |
| 251561 -             | 2009 DV63                | 22 febbraio 2009  | Spacewatch             |
| 251562 -             | 2009 DQ71                | 19 febbraio 2009  | OAM                    |
| 251563 -             | 2009 DN91                | 27 febbraio 2009  | Spacewatch             |
| 251564 -             | 2009 DP120               | 27 febbraio 2009  | Spacewatch             |
| 251565 -             | 2009 DQ130               | 27 febbraio 2009  | Spacewatch             |
| 251566 -             | 2009 DL141               | 20 febbraio 2009  | Spacewatch             |
| 251567 -             | 2009 DQ141               | 26 febbraio 2009  | Spacewatch             |
| 251568 -             | 2009 EL15                | 15 marzo 2009     | Spacewatch             |
| 251569 -             | 2009 EB18                | 15 marzo 2009     | Spacewatch             |
| 251570 -             | 2009 ES22                | 3 marzo 2009      | Spacewatch             |
| 251571 -             | 2009 ES26                | 2 marzo 2009      | Mount Lemmon Survey    |
| 251572 -             | 2009 FN1                 | 16 marzo 2009     | OAM                    |
| 251573 -             | 2009 FA8                 | 16 marzo 2009     | Spacewatch             |
| 251574 -             | 2009 FN18                | 19 marzo 2009     | OAM                    |
| 251575 -             | 2009 FE25                | 23 marzo 2009     | OAM                    |
| 251576 -             | 2009 FB27                | 19 marzo 2009     | Mount Lemmon Survey    |
| 251577 -             | 2009 FQ44                | 21 marzo 2009     | OAM                    |
| 251578 -             | 2009 FX45                | 27 marzo 2009     | Spacewatch             |
| 251579 -             | 2009 FZ47                | 19 marzo 2009     | CSS                    |
| 251580 -             | 2009 FC50                | 27 marzo 2009     | CSS                    |
| 251581 -             | 2009 FJ61                | 16 marzo 2009     | CSS                    |
| 251582 -             | 2009 FL68                | 19 marzo 2009     | CSS                    |
| 251583 -             | 2009 FZ68                | 16 marzo 2009     | Spacewatch             |
| 251584 -             | 2009 FP70                | 21 marzo 2009     | Spacewatch             |
| 251585 -             | 2009 FM71                | 31 marzo 2009     | Mount Lemmon Survey    |
| 251586 -             | 2009 FC75                | 16 marzo 2009     | CSS                    |
| 251587 -             | 2009 FU75                | 21 marzo 2009     | Mount Lemmon Survey    |
| 251588 -             | 2009 FE76                | 24 marzo 2009     | Spacewatch             |
| 251589 -             | 2009 HW1                 | 17 aprile 2009    | CSS                    |
| 251590 -             | 2009 HT6                 | 17 aprile 2009    | Spacewatch             |
| 251591 -             | 2009 HQ10                | 18 aprile 2009    | Mount Lemmon Survey    |
| 251592 -             | 2009 HK12                | 18 aprile 2009    | Sárneczky, K.          |
| 251593 -             | 2009 HC25                | 17 aprile 2009    | Spacewatch             |
| 251594 -             | 2009 HY26                | 18 aprile 2009    | Spacewatch             |
| 251595 Rudolfböttger | 2009 HA36                | 20 aprile 2009    | Karge, S., Kling, R.   |
| 251596 -             | 2009 HV38                | 18 aprile 2009    | Spacewatch             |
| 251597 -             | 2009 HP39                | 18 aprile 2009    | Mount Lemmon Survey    |
| 251598 -             | 2009 HA40                | 20 aprile 2009    | Spacewatch             |
| 251599 -             | 2009 HE64                | 22 aprile 2009    | Mount Lemmon Survey    |
| 251600 -             | 2009 HQ69                | 22 aprile 2009    | Mount Lemmon Survey    |

## 251601-251700
| Nome                    | Designazione provvisoria | Data di scoperta  | Scopritore                                                |
| ----------------------- | ------------------------ | ----------------- | --------------------------------------------------------- |
| 251601 -                | 2009 HR75                | 28 aprile 2009    | Spacewatch                                                |
| 251602 -                | 2009 HS82                | 24 aprile 2009    | Mount Lemmon Survey                                       |
| 251603 -                | 2009 HO83                | 27 aprile 2009    | Spacewatch                                                |
| 251604 -                | 2009 HN89                | 29 aprile 2009    | OAM                                                       |
| 251605 -                | 2009 HB90                | 18 aprile 2009    | Mount Lemmon Survey                                       |
| 251606 -                | 2009 HA91                | 21 aprile 2009    | OAM                                                       |
| 251607 -                | 2009 HP94                | 28 aprile 2009    | Cerro Burek                                               |
| 251608 -                | 2009 HH98                | 20 aprile 2009    | Spacewatch                                                |
| 251609 -                | 2009 HJ99                | 20 aprile 2009    | Spacewatch                                                |
| 251610 -                | 2009 HL101               | 23 aprile 2009    | Spacewatch                                                |
| 251611 -                | 2009 HQ101               | 20 aprile 2009    | Mount Lemmon Survey                                       |
| 251612 -                | 2009 HZ101               | 19 aprile 2009    | Spacewatch                                                |
| 251613 -                | 2009 HH105               | 21 aprile 2009    | Spacewatch                                                |
| 251614 -                | 2009 JE7                 | 13 maggio 2009    | Spacewatch                                                |
| 251615 -                | 2009 JA8                 | 13 maggio 2009    | Spacewatch                                                |
| 251616 -                | 2009 JY16                | 13 maggio 2009    | Spacewatch                                                |
| 251617 -                | 2009 JG18                | 5 maggio 2009     | Spacewatch                                                |
| 251618 -                | 2009 KE15                | 26 maggio 2009    | CSS                                                       |
| 251619 Ravenna          | 2009 LS2                 | 13 giugno 2009    | Tozzi, F.                                                 |
| 251620 -                | 2009 MH                  | 16 giugno 2009    | Spacewatch                                                |
| 251621 Lüthen           | 2009 RR2                 | 10 settembre 2009 | Busch, M., Kresken, R.                                    |
| 251622 -                | 2009 UK133               | 21 ottobre 2009   | Mount Lemmon Survey                                       |
| 251623 -                | 2009 VE41                | 9 novembre 2009   | CSS                                                       |
| 251624 -                | 2009 XP22                | 15 dicembre 2009  | Mount Lemmon Survey                                       |
| 251625 Timconrow        | 2010 DD21                | 17 febbraio 2010  | WISE                                                      |
| 251626 -                | 2010 FM53                | 22 marzo 2010     | ESA OGS                                                   |
| 251627 Joyceearl        | 2010 JV16                | 2 maggio 2010     | WISE                                                      |
| 251628 -                | 2010 JK105               | 12 maggio 2010    | WISE                                                      |
| 251629 -                | 2010 JR125               | 12 maggio 2010    | WISE                                                      |
| 251630 -                | 2010 JK130               | 13 maggio 2010    | WISE                                                      |
| 251631 -                | 2010 KV18                | 17 maggio 2010    | WISE                                                      |
| 251632 -                | 2010 KZ29                | 18 maggio 2010    | WISE                                                      |
| 251633 -                | 2010 KP45                | 21 maggio 2010    | WISE                                                      |
| 251634 -                | 2010 KR49                | 22 maggio 2010    | WISE                                                      |
| 251635 -                | 2010 KX63                | 23 maggio 2010    | WISE                                                      |
| 251636 -                | 2010 KH65                | 24 maggio 2010    | WISE                                                      |
| 251637 -                | 2010 KN68                | 24 maggio 2010    | WISE                                                      |
| 251638 -                | 2010 KD83                | 26 maggio 2010    | WISE                                                      |
| 251639 -                | 2010 KX87                | 26 maggio 2010    | WISE                                                      |
| 251640 -                | 2010 KH116               | 30 maggio 2010    | WISE                                                      |
| 251641 -                | 2010 LX79                | 10 giugno 2010    | WISE                                                      |
| 251642 Leonardodicaprio | 2010 LC97                | 13 giugno 2010    | WISE                                                      |
| 251643 -                | 2010 LA135               | 10 giugno 2010    | Mount Lemmon Survey                                       |
| 251644 -                | 2010 MF4                 | 19 giugno 2010    | Mount Lemmon Survey                                       |
| 251645 -                | 2010 NZ4                 | 6 luglio 2010     | Spacewatch                                                |
| 251646 -                | 2010 OZ126               | 20 luglio 2010    | OAM                                                       |
| 251647 -                | 2834 P-L                 | 24 settembre 1960 | van Houten, C. J., van Houten-Groeneveld, I., Gehrels, T. |
| 251648 -                | 4277 P-L                 | 24 settembre 1960 | van Houten, C. J., van Houten-Groeneveld, I., Gehrels, T. |
| 251649 -                | 1208 T-2                 | 29 settembre 1973 | van Houten, C. J., van Houten-Groeneveld, I., Gehrels, T. |
| 251650 -                | 2197 T-3                 | 16 ottobre 1977   | van Houten, C. J., van Houten-Groeneveld, I., Gehrels, T. |
| 251651 -                | 2336 T-3                 | 16 ottobre 1977   | van Houten, C. J., van Houten-Groeneveld, I., Gehrels, T. |
| 251652 -                | 1981 EX45                | 1 marzo 1981      | Bus, S. J.                                                |
| 251653 -                | 1991 TH15                | 6 ottobre 1991    | Lowe, A.                                                  |
| 251654 -                | 1993 RB15                | 15 settembre 1993 | Birkle, K., Boehnhardt, H.                                |
| 251655 -                | 1993 TH11                | 15 ottobre 1993   | Spacewatch                                                |
| 251656 -                | 1993 UW7                 | 20 ottobre 1993   | Elst, E. W.                                               |
| 251657 -                | 1994 AH8                 | 8 gennaio 1994    | Spacewatch                                                |
| 251658 -                | 1994 GZ1                 | 3 aprile 1994     | Spacewatch                                                |
| 251659 -                | 1994 JU6                 | 4 maggio 1994     | Spacewatch                                                |
| 251660 -                | 1994 RZ8                 | 12 settembre 1994 | Spacewatch                                                |
| 251661 -                | 1994 SY2                 | 28 settembre 1994 | Spacewatch                                                |
| 251662 -                | 1994 SK5                 | 28 settembre 1994 | Spacewatch                                                |
| 251663 -                | 1994 SP11                | 29 settembre 1994 | Spacewatch                                                |
| 251664 -                | 1994 UG9                 | 28 ottobre 1994   | Spacewatch                                                |
| 251665 -                | 1994 YZ3                 | 31 dicembre 1994  | Spacewatch                                                |
| 251666 -                | 1995 BW10                | 29 gennaio 1995   | Spacewatch                                                |
| 251667 -                | 1995 FL1                 | 23 marzo 1995     | Spacewatch                                                |
| 251668 -                | 1995 FO4                 | 23 marzo 1995     | Spacewatch                                                |
| 251669 -                | 1995 FU7                 | 25 marzo 1995     | Spacewatch                                                |
| 251670 -                | 1995 QQ14                | 27 agosto 1995    | Spacewatch                                                |
| 251671 -                | 1995 SJ11                | 17 settembre 1995 | Spacewatch                                                |
| 251672 -                | 1995 SG13                | 18 settembre 1995 | Spacewatch                                                |
| 251673 -                | 1995 SY18                | 18 settembre 1995 | Spacewatch                                                |
| 251674 -                | 1995 SP22                | 19 settembre 1995 | Spacewatch                                                |
| 251675 -                | 1995 SL23                | 19 settembre 1995 | Spacewatch                                                |
| 251676 -                | 1995 SA32                | 21 settembre 1995 | Spacewatch                                                |
| 251677 -                | 1995 SU38                | 24 settembre 1995 | Spacewatch                                                |
| 251678 -                | 1995 SV60                | 25 settembre 1995 | Spacewatch                                                |
| 251679 -                | 1995 TD3                 | 15 ottobre 1995   | Spacewatch                                                |
| 251680 -                | 1995 TS4                 | 15 ottobre 1995   | Spacewatch                                                |
| 251681 -                | 1995 UW17                | 18 ottobre 1995   | Spacewatch                                                |
| 251682 -                | 1995 US30                | 20 ottobre 1995   | Spacewatch                                                |
| 251683 -                | 1995 UY34                | 21 ottobre 1995   | Spacewatch                                                |
| 251684 -                | 1995 UL39                | 22 ottobre 1995   | Spacewatch                                                |
| 251685 -                | 1995 UC40                | 23 ottobre 1995   | Spacewatch                                                |
| 251686 -                | 1995 UF42                | 24 ottobre 1995   | Spacewatch                                                |
| 251687 -                | 1995 UR50                | 17 ottobre 1995   | Spacewatch                                                |
| 251688 -                | 1995 UX59                | 19 ottobre 1995   | Spacewatch                                                |
| 251689 -                | 1995 VV7                 | 14 novembre 1995  | Spacewatch                                                |
| 251690 -                | 1995 VJ8                 | 14 novembre 1995  | Spacewatch                                                |
| 251691 -                | 1995 VW17                | 15 novembre 1995  | Spacewatch                                                |
| 251692 -                | 1995 WX12                | 16 novembre 1995  | Spacewatch                                                |
| 251693 -                | 1995 WB15                | 17 novembre 1995  | Spacewatch                                                |
| 251694 -                | 1995 WP27                | 19 novembre 1995  | Spacewatch                                                |
| 251695 -                | 1995 WC33                | 20 novembre 1995  | Spacewatch                                                |
| 251696 -                | 1995 YU6                 | 16 dicembre 1995  | Spacewatch                                                |
| 251697 -                | 1996 AN18                | 13 gennaio 1996   | Spacewatch                                                |
| 251698 -                | 1996 DJ                  | 18 febbraio 1996  | Hartley, M.                                               |
| 251699 -                | 1996 FA5                 | 21 marzo 1996     | Socorro                                                   |
| 251700 -                | 1996 RK21                | 6 settembre 1996  | Spacewatch                                                |

## 251701-251800
| Nome     | Designazione provvisoria | Data di scoperta  | Scopritore                           |
| -------- | ------------------------ | ----------------- | ------------------------------------ |
| 251701 - | 1996 TD16                | 4 ottobre 1996    | Spacewatch                           |
| 251702 - | 1996 TS16                | 4 ottobre 1996    | Spacewatch                           |
| 251703 - | 1996 TL18                | 4 ottobre 1996    | Spacewatch                           |
| 251704 - | 1996 TJ26                | 7 ottobre 1996    | Spacewatch                           |
| 251705 - | 1996 UJ                  | 17 ottobre 1996   | Comba, P. G.                         |
| 251706 - | 1996 XZ11                | 4 dicembre 1996   | Spacewatch                           |
| 251707 - | 1996 XV29                | 14 dicembre 1996  | Spacewatch                           |
| 251708 - | 1996 XO32                | 15 dicembre 1996  | Saji                                 |
| 251709 - | 1997 AA5                 | 2 gennaio 1997    | Sato, N.                             |
| 251710 - | 1997 CN2                 | 2 febbraio 1997   | Spacewatch                           |
| 251711 - | 1997 CF11                | 3 febbraio 1997   | Spacewatch                           |
| 251712 - | 1997 CO16                | 9 febbraio 1997   | Spacewatch                           |
| 251713 - | 1997 ES16                | 5 marzo 1997      | Spacewatch                           |
| 251714 - | 1997 GK5                 | 8 aprile 1997     | Spacewatch                           |
| 251715 - | 1997 GA10                | 3 aprile 1997     | LINEAR                               |
| 251716 - | 1997 GR10                | 3 aprile 1997     | LINEAR                               |
| 251717 - | 1997 HS10                | 30 aprile 1997    | LINEAR                               |
| 251718 - | 1997 SV18                | 28 settembre 1997 | Spacewatch                           |
| 251719 - | 1997 ST20                | 28 settembre 1997 | Spacewatch                           |
| 251720 - | 1997 SE32                | 25 settembre 1997 | Bickel, W.                           |
| 251721 - | 1997 UO                  | 19 ottobre 1997   | Klet                                 |
| 251722 - | 1997 US2                 | 23 ottobre 1997   | Spacewatch                           |
| 251723 - | 1997 WZ3                 | 20 novembre 1997  | Spacewatch                           |
| 251724 - | 1997 WR25                | 20 novembre 1997  | Spacewatch                           |
| 251725 - | 1998 BV19                | 22 gennaio 1998   | Spacewatch                           |
| 251726 - | 1998 DD1                 | 18 febbraio 1998  | Klet                                 |
| 251727 - | 1998 FJ38                | 20 marzo 1998     | LINEAR                               |
| 251728 - | 1998 FA47                | 20 marzo 1998     | LINEAR                               |
| 251729 - | 1998 FN67                | 20 marzo 1998     | LINEAR                               |
| 251730 - | 1998 HG12                | 19 aprile 1998    | Spacewatch                           |
| 251731 - | 1998 HY24                | 17 aprile 1998    | Spacewatch                           |
| 251732 - | 1998 HG49                | 27 aprile 1998    | Spacewatch                           |
| 251733 - | 1998 HO86                | 21 aprile 1998    | LINEAR                               |
| 251734 - | 1998 KB12                | 27 maggio 1998    | Spacewatch                           |
| 251735 - | 1998 MO4                 | 17 giugno 1998    | Spacewatch                           |
| 251736 - | 1998 MR16                | 27 giugno 1998    | Spacewatch                           |
| 251737 - | 1998 QK62                | 26 agosto 1998    | Beijing Schmidt CCD Asteroid Program |
| 251738 - | 1998 QU87                | 24 agosto 1998    | LINEAR                               |
| 251739 - | 1998 SH29                | 18 settembre 1998 | Spacewatch                           |
| 251740 - | 1998 TG33                | 14 ottobre 1998   | LONEOS                               |
| 251741 - | 1998 UQ11                | 17 ottobre 1998   | Spacewatch                           |
| 251742 - | 1998 VD57                | 14 novembre 1998  | Spacewatch                           |
| 251743 - | 1998 WO24                | 18 novembre 1998  | Buie, M. W.                          |
| 251744 - | 1998 WS24                | 19 novembre 1998  | Buie, M. W.                          |
| 251745 - | 1998 WK36                | 19 novembre 1998  | Spacewatch                           |
| 251746 - | 1998 WL43                | 22 novembre 1998  | Spacewatch                           |
| 251747 - | 1998 XJ2                 | 8 dicembre 1998   | Spacewatch                           |
| 251748 - | 1998 XC11                | 15 dicembre 1998  | ODAS                                 |
| 251749 - | 1998 XR49                | 14 dicembre 1998  | LINEAR                               |
| 251750 - | 1998 YN21                | 26 dicembre 1998  | Spacewatch                           |
| 251751 - | 1999 AX12                | 7 gennaio 1999    | Spacewatch                           |
| 251752 - | 1999 AP13                | 7 gennaio 1999    | Spacewatch                           |
| 251753 - | 1999 AX14                | 8 gennaio 1999    | Spacewatch                           |
| 251754 - | 1999 AA17                | 11 gennaio 1999   | Spacewatch                           |
| 251755 - | 1999 CG34                | 10 febbraio 1999  | LINEAR                               |
| 251756 - | 1999 CU90                | 10 febbraio 1999  | LINEAR                               |
| 251757 - | 1999 CL107               | 12 febbraio 1999  | LINEAR                               |
| 251758 - | 1999 CL115               | 12 febbraio 1999  | LINEAR                               |
| 251759 - | 1999 CE145               | 8 febbraio 1999   | Spacewatch                           |
| 251760 - | 1999 FO2                 | 16 marzo 1999     | Spacewatch                           |
| 251761 - | 1999 FN6                 | 17 marzo 1999     | ODAS                                 |
| 251762 - | 1999 FS12                | 18 marzo 1999     | Spacewatch                           |
| 251763 - | 1999 FX16                | 23 marzo 1999     | Spacewatch                           |
| 251764 - | 1999 GV61                | 9 aprile 1999     | LONEOS                               |
| 251765 - | 1999 JS4                 | 10 maggio 1999    | LINEAR                               |
| 251766 - | 1999 JC5                 | 10 maggio 1999    | LINEAR                               |
| 251767 - | 1999 JK75                | 13 maggio 1999    | LINEAR                               |
| 251768 - | 1999 JF98                | 12 maggio 1999    | LINEAR                               |
| 251769 - | 1999 NP1                 | 12 luglio 1999    | LINEAR                               |
| 251770 - | 1999 NM7                 | 13 luglio 1999    | LINEAR                               |
| 251771 - | 1999 RP2                 | 6 settembre 1999  | CSS                                  |
| 251772 - | 1999 RL5                 | 3 settembre 1999  | Spacewatch                           |
| 251773 - | 1999 RF7                 | 3 settembre 1999  | Spacewatch                           |
| 251774 - | 1999 RG10                | 7 settembre 1999  | LINEAR                               |
| 251775 - | 1999 RQ12                | 7 settembre 1999  | LINEAR                               |
| 251776 - | 1999 RZ21                | 7 settembre 1999  | LINEAR                               |
| 251777 - | 1999 RC67                | 7 settembre 1999  | LINEAR                               |
| 251778 - | 1999 RM69                | 7 settembre 1999  | LINEAR                               |
| 251779 - | 1999 RL70                | 7 settembre 1999  | LINEAR                               |
| 251780 - | 1999 RV82                | 7 settembre 1999  | LINEAR                               |
| 251781 - | 1999 RL106               | 8 settembre 1999  | LINEAR                               |
| 251782 - | 1999 RQ147               | 9 settembre 1999  | LINEAR                               |
| 251783 - | 1999 RD148               | 9 settembre 1999  | LINEAR                               |
| 251784 - | 1999 RN185               | 9 settembre 1999  | LINEAR                               |
| 251785 - | 1999 RP186               | 9 settembre 1999  | LINEAR                               |
| 251786 - | 1999 RB207               | 8 settembre 1999  | LINEAR                               |
| 251787 - | 1999 RP208               | 8 settembre 1999  | LINEAR                               |
| 251788 - | 1999 RM212               | 8 settembre 1999  | LINEAR                               |
| 251789 - | 1999 RZ222               | 7 settembre 1999  | CSS                                  |
| 251790 - | 1999 RM228               | 8 settembre 1999  | CSS                                  |
| 251791 - | 1999 SA12                | 30 settembre 1999 | CSS                                  |
| 251792 - | 1999 SY20                | 30 settembre 1999 | Spacewatch                           |
| 251793 - | 1999 SD23                | 30 settembre 1999 | Spacewatch                           |
| 251794 - | 1999 SL23                | 30 settembre 1999 | Spacewatch                           |
| 251795 - | 1999 TU2                 | 2 ottobre 1999    | Spacewatch                           |
| 251796 - | 1999 TO9                 | 8 ottobre 1999    | Korlević, K., Jurić, M.              |
| 251797 - | 1999 TS21                | 2 ottobre 1999    | Spacewatch                           |
| 251798 - | 1999 TG35                | 4 ottobre 1999    | LINEAR                               |
| 251799 - | 1999 TK36                | 12 ottobre 1999   | LONEOS                               |
| 251800 - | 1999 TY37                | 1 ottobre 1999    | CSS                                  |

## 251801-251900
| Nome     | Designazione provvisoria | Data di scoperta | Scopritore               |
| -------- | ------------------------ | ---------------- | ------------------------ |
| 251801 - | 1999 TL48                | 4 ottobre 1999   | Spacewatch               |
| 251802 - | 1999 TQ51                | 4 ottobre 1999   | Spacewatch               |
| 251803 - | 1999 TV51                | 4 ottobre 1999   | Spacewatch               |
| 251804 - | 1999 TY53                | 6 ottobre 1999   | Spacewatch               |
| 251805 - | 1999 TT54                | 6 ottobre 1999   | Spacewatch               |
| 251806 - | 1999 TO59                | 7 ottobre 1999   | Spacewatch               |
| 251807 - | 1999 TK60                | 7 ottobre 1999   | Spacewatch               |
| 251808 - | 1999 TD61                | 7 ottobre 1999   | Spacewatch               |
| 251809 - | 1999 TS62                | 7 ottobre 1999   | Spacewatch               |
| 251810 - | 1999 TR66                | 8 ottobre 1999   | Spacewatch               |
| 251811 - | 1999 TP73                | 10 ottobre 1999  | Spacewatch               |
| 251812 - | 1999 TF76                | 10 ottobre 1999  | Spacewatch               |
| 251813 - | 1999 TY76                | 10 ottobre 1999  | Spacewatch               |
| 251814 - | 1999 TC77                | 10 ottobre 1999  | Spacewatch               |
| 251815 - | 1999 TP79                | 11 ottobre 1999  | Spacewatch               |
| 251816 - | 1999 TO81                | 12 ottobre 1999  | Spacewatch               |
| 251817 - | 1999 TG94                | 2 ottobre 1999   | LINEAR                   |
| 251818 - | 1999 TY109               | 4 ottobre 1999   | LINEAR                   |
| 251819 - | 1999 TP135               | 6 ottobre 1999   | LINEAR                   |
| 251820 - | 1999 TD145               | 7 ottobre 1999   | LINEAR                   |
| 251821 - | 1999 TY161               | 9 ottobre 1999   | LINEAR                   |
| 251822 - | 1999 TQ164               | 10 ottobre 1999  | LINEAR                   |
| 251823 - | 1999 TS164               | 10 ottobre 1999  | LINEAR                   |
| 251824 - | 1999 TJ177               | 10 ottobre 1999  | LINEAR                   |
| 251825 - | 1999 TH179               | 10 ottobre 1999  | LINEAR                   |
| 251826 - | 1999 TK179               | 10 ottobre 1999  | LINEAR                   |
| 251827 - | 1999 TS192               | 12 ottobre 1999  | LINEAR                   |
| 251828 - | 1999 TE195               | 12 ottobre 1999  | LINEAR                   |
| 251829 - | 1999 TJ196               | 12 ottobre 1999  | LINEAR                   |
| 251830 - | 1999 TY198               | 12 ottobre 1999  | LINEAR                   |
| 251831 - | 1999 TS202               | 13 ottobre 1999  | LINEAR                   |
| 251832 - | 1999 TW209               | 14 ottobre 1999  | LINEAR                   |
| 251833 - | 1999 TE212               | 15 ottobre 1999  | LINEAR                   |
| 251834 - | 1999 TD213               | 15 ottobre 1999  | LINEAR                   |
| 251835 - | 1999 TB214               | 15 ottobre 1999  | LINEAR                   |
| 251836 - | 1999 TR214               | 15 ottobre 1999  | LINEAR                   |
| 251837 - | 1999 TS217               | 15 ottobre 1999  | LINEAR                   |
| 251838 - | 1999 TV246               | 6 ottobre 1999   | LINEAR                   |
| 251839 - | 1999 TB250               | 9 ottobre 1999   | CSS                      |
| 251840 - | 1999 TS255               | 9 ottobre 1999   | Spacewatch               |
| 251841 - | 1999 TL259               | 9 ottobre 1999   | LINEAR                   |
| 251842 - | 1999 TE262               | 13 ottobre 1999  | LINEAR                   |
| 251843 - | 1999 TY263               | 15 ottobre 1999  | Spacewatch               |
| 251844 - | 1999 TV267               | 3 ottobre 1999   | LINEAR                   |
| 251845 - | 1999 TX271               | 3 ottobre 1999   | LINEAR                   |
| 251846 - | 1999 TJ294               | 1 ottobre 1999   | Spacewatch               |
| 251847 - | 1999 TD298               | 1 ottobre 1999   | CSS                      |
| 251848 - | 1999 TB306               | 6 ottobre 1999   | LINEAR                   |
| 251849 - | 1999 TA312               | 8 ottobre 1999   | Spacewatch               |
| 251850 - | 1999 TN321               | 12 ottobre 1999  | LINEAR                   |
| 251851 - | 1999 TG333               | 13 ottobre 1999  | Sloan Digital Sky Survey |
| 251852 - | 1999 UD10                | 31 ottobre 1999  | LINEAR                   |
| 251853 - | 1999 UW14                | 29 ottobre 1999  | CSS                      |
| 251854 - | 1999 UB21                | 31 ottobre 1999  | Spacewatch               |
| 251855 - | 1999 UX22                | 31 ottobre 1999  | Spacewatch               |
| 251856 - | 1999 UA30                | 31 ottobre 1999  | Spacewatch               |
| 251857 - | 1999 UT31                | 31 ottobre 1999  | Spacewatch               |
| 251858 - | 1999 UW31                | 31 ottobre 1999  | Spacewatch               |
| 251859 - | 1999 UG32                | 31 ottobre 1999  | Spacewatch               |
| 251860 - | 1999 UL34                | 31 ottobre 1999  | Spacewatch               |
| 251861 - | 1999 UW39                | 31 ottobre 1999  | Spacewatch               |
| 251862 - | 1999 UO40                | 16 ottobre 1999  | LINEAR                   |
| 251863 - | 1999 UL53                | 19 ottobre 1999  | Spacewatch               |
| 251864 - | 1999 UX58                | 30 ottobre 1999  | LINEAR                   |
| 251865 - | 1999 VY12                | 1 novembre 1999  | LINEAR                   |
| 251866 - | 1999 VY13                | 2 novembre 1999  | LINEAR                   |
| 251867 - | 1999 VV16                | 2 novembre 1999  | Spacewatch               |
| 251868 - | 1999 VL17                | 2 novembre 1999  | Spacewatch               |
| 251869 - | 1999 VO17                | 2 novembre 1999  | Spacewatch               |
| 251870 - | 1999 VB18                | 2 novembre 1999  | Spacewatch               |
| 251871 - | 1999 VE18                | 2 novembre 1999  | Spacewatch               |
| 251872 - | 1999 VP18                | 2 novembre 1999  | Spacewatch               |
| 251873 - | 1999 VM31                | 3 novembre 1999  | LINEAR                   |
| 251874 - | 1999 VV42                | 4 novembre 1999  | Spacewatch               |
| 251875 - | 1999 VQ44                | 4 novembre 1999  | CSS                      |
| 251876 - | 1999 VK46                | 3 novembre 1999  | LINEAR                   |
| 251877 - | 1999 VE52                | 3 novembre 1999  | LINEAR                   |
| 251878 - | 1999 VE54                | 4 novembre 1999  | LINEAR                   |
| 251879 - | 1999 VW59                | 4 novembre 1999  | LINEAR                   |
| 251880 - | 1999 VM70                | 4 novembre 1999  | LINEAR                   |
| 251881 - | 1999 VN71                | 4 novembre 1999  | LINEAR                   |
| 251882 - | 1999 VU73                | 1 novembre 1999  | Spacewatch               |
| 251883 - | 1999 VB76                | 5 novembre 1999  | Spacewatch               |
| 251884 - | 1999 VF77                | 5 novembre 1999  | Spacewatch               |
| 251885 - | 1999 VT79                | 4 novembre 1999  | LINEAR                   |
| 251886 - | 1999 VV86                | 7 novembre 1999  | LINEAR                   |
| 251887 - | 1999 VT89                | 5 novembre 1999  | LINEAR                   |
| 251888 - | 1999 VK94                | 9 novembre 1999  | LINEAR                   |
| 251889 - | 1999 VR94                | 9 novembre 1999  | LINEAR                   |
| 251890 - | 1999 VE96                | 9 novembre 1999  | LINEAR                   |
| 251891 - | 1999 VZ101               | 9 novembre 1999  | LINEAR                   |
| 251892 - | 1999 VT103               | 9 novembre 1999  | LINEAR                   |
| 251893 - | 1999 VG105               | 9 novembre 1999  | LINEAR                   |
| 251894 - | 1999 VO107               | 9 novembre 1999  | LINEAR                   |
| 251895 - | 1999 VL108               | 9 novembre 1999  | LINEAR                   |
| 251896 - | 1999 VG111               | 9 novembre 1999  | LINEAR                   |
| 251897 - | 1999 VG112               | 9 novembre 1999  | LINEAR                   |
| 251898 - | 1999 VQ112               | 9 novembre 1999  | LINEAR                   |
| 251899 - | 1999 VE120               | 4 novembre 1999  | Spacewatch               |
| 251900 - | 1999 VV120               | 4 novembre 1999  | Spacewatch               |

## 251901-252000
| Nome     | Designazione provvisoria | Data di scoperta | Scopritore   |
| -------- | ------------------------ | ---------------- | ------------ |
| 251901 - | 1999 VY120               | 4 novembre 1999  | Spacewatch   |
| 251902 - | 1999 VV121               | 4 novembre 1999  | Spacewatch   |
| 251903 - | 1999 VF122               | 4 novembre 1999  | Spacewatch   |
| 251904 - | 1999 VY122               | 5 novembre 1999  | Spacewatch   |
| 251905 - | 1999 VV133               | 10 novembre 1999 | Spacewatch   |
| 251906 - | 1999 VX134               | 10 novembre 1999 | Spacewatch   |
| 251907 - | 1999 VB137               | 12 novembre 1999 | LINEAR       |
| 251908 - | 1999 VU141               | 10 novembre 1999 | Spacewatch   |
| 251909 - | 1999 VE143               | 14 novembre 1999 | Spacewatch   |
| 251910 - | 1999 VG147               | 12 novembre 1999 | LINEAR       |
| 251911 - | 1999 VT147               | 14 novembre 1999 | LINEAR       |
| 251912 - | 1999 VV147               | 14 novembre 1999 | LINEAR       |
| 251913 - | 1999 VJ153               | 11 novembre 1999 | Spacewatch   |
| 251914 - | 1999 VQ154               | 12 novembre 1999 | Spacewatch   |
| 251915 - | 1999 VJ155               | 15 novembre 1999 | Spacewatch   |
| 251916 - | 1999 VO155               | 9 novembre 1999  | LINEAR       |
| 251917 - | 1999 VR156               | 12 novembre 1999 | LINEAR       |
| 251918 - | 1999 VV158               | 14 novembre 1999 | LINEAR       |
| 251919 - | 1999 VQ163               | 14 novembre 1999 | LINEAR       |
| 251920 - | 1999 VR165               | 14 novembre 1999 | LINEAR       |
| 251921 - | 1999 VR179               | 6 novembre 1999  | LINEAR       |
| 251922 - | 1999 VH193               | 1 novembre 1999  | CSS          |
| 251923 - | 1999 VO195               | 3 novembre 1999  | CSS          |
| 251924 - | 1999 VT195               | 3 novembre 1999  | LONEOS       |
| 251925 - | 1999 VW204               | 10 novembre 1999 | Spacewatch   |
| 251926 - | 1999 VZ204               | 10 novembre 1999 | Spacewatch   |
| 251927 - | 1999 VE206               | 12 novembre 1999 | LINEAR       |
| 251928 - | 1999 VO206               | 9 novembre 1999  | CSS          |
| 251929 - | 1999 VE209               | 14 novembre 1999 | LINEAR       |
| 251930 - | 1999 VA210               | 12 novembre 1999 | LINEAR       |
| 251931 - | 1999 VQ210               | 13 novembre 1999 | CSS          |
| 251932 - | 1999 VW210               | 13 novembre 1999 | CSS          |
| 251933 - | 1999 VS216               | 1 novembre 1999  | Spacewatch   |
| 251934 - | 1999 VN217               | 5 novembre 1999  | LINEAR       |
| 251935 - | 1999 VR219               | 5 novembre 1999  | Spacewatch   |
| 251936 - | 1999 VM225               | 5 novembre 1999  | LINEAR       |
| 251937 - | 1999 WN8                 | 29 novembre 1999 | Donati, S.   |
| 251938 - | 1999 WD11                | 30 novembre 1999 | Spacewatch   |
| 251939 - | 1999 WG14                | 28 novembre 1999 | Spacewatch   |
| 251940 - | 1999 WT15                | 29 novembre 1999 | Spacewatch   |
| 251941 - | 1999 WT18                | 30 novembre 1999 | Spacewatch   |
| 251942 - | 1999 WR25                | 29 novembre 1999 | Spacewatch   |
| 251943 - | 1999 XY8                 | 5 dicembre 1999  | LINEAR       |
| 251944 - | 1999 XR23                | 6 dicembre 1999  | LINEAR       |
| 251945 - | 1999 XX44                | 7 dicembre 1999  | LINEAR       |
| 251946 - | 1999 XV56                | 7 dicembre 1999  | LINEAR       |
| 251947 - | 1999 XG62                | 7 dicembre 1999  | LINEAR       |
| 251948 - | 1999 XA65                | 7 dicembre 1999  | LINEAR       |
| 251949 - | 1999 XL66                | 7 dicembre 1999  | LINEAR       |
| 251950 - | 1999 XL79                | 7 dicembre 1999  | LINEAR       |
| 251951 - | 1999 XE80                | 7 dicembre 1999  | LINEAR       |
| 251952 - | 1999 XM91                | 7 dicembre 1999  | LINEAR       |
| 251953 - | 1999 XX94                | 7 dicembre 1999  | LINEAR       |
| 251954 - | 1999 XV106               | 4 dicembre 1999  | CSS          |
| 251955 - | 1999 XR129               | 12 dicembre 1999 | LINEAR       |
| 251956 - | 1999 XC145               | 7 dicembre 1999  | Spacewatch   |
| 251957 - | 1999 XN228               | 14 dicembre 1999 | Spacewatch   |
| 251958 - | 1999 XL241               | 8 dicembre 1999  | LINEAR       |
| 251959 - | 1999 XL243               | 3 dicembre 1999  | Spacewatch   |
| 251960 - | 1999 XO247               | 6 dicembre 1999  | Spacewatch   |
| 251961 - | 1999 XV254               | 12 dicembre 1999 | Spacewatch   |
| 251962 - | 1999 XT258               | 5 dicembre 1999  | Spacewatch   |
| 251963 - | 1999 XH261               | 5 dicembre 1999  | LONEOS       |
| 251964 - | 1999 YL6                 | 30 dicembre 1999 | LINEAR       |
| 251965 - | 1999 YD7                 | 30 dicembre 1999 | LINEAR       |
| 251966 - | 2000 AJ1                 | 2 gennaio 2000   | LINEAR       |
| 251967 - | 2000 AY44                | 5 gennaio 2000   | Spacewatch   |
| 251968 - | 2000 AK73                | 5 gennaio 2000   | LINEAR       |
| 251969 - | 2000 AV89                | 5 gennaio 2000   | LINEAR       |
| 251970 - | 2000 AQ92                | 2 gennaio 2000   | LINEAR       |
| 251971 - | 2000 AN150               | 8 gennaio 2000   | LINEAR       |
| 251972 - | 2000 AW157               | 3 gennaio 2000   | LINEAR       |
| 251973 - | 2000 AQ170               | 7 gennaio 2000   | LINEAR       |
| 251974 - | 2000 AR216               | 8 gennaio 2000   | Spacewatch   |
| 251975 - | 2000 AG218               | 8 gennaio 2000   | Spacewatch   |
| 251976 - | 2000 AB223               | 9 gennaio 2000   | Spacewatch   |
| 251977 - | 2000 AG226               | 12 gennaio 2000  | Spacewatch   |
| 251978 - | 2000 AR240               | 7 gennaio 2000   | LINEAR       |
| 251979 - | 2000 AU244               | 8 gennaio 2000   | LINEAR       |
| 251980 - | 2000 BE                  | 16 gennaio 2000  | Korlević, K. |
| 251981 - | 2000 CC57                | 5 febbraio 2000  | LINEAR       |
| 251982 - | 2000 CP64                | 3 febbraio 2000  | LINEAR       |
| 251983 - | 2000 CR100               | 10 febbraio 2000 | Spacewatch   |
| 251984 - | 2000 CK131               | 3 febbraio 2000  | Spacewatch   |
| 251985 - | 2000 DW10                | 26 febbraio 2000 | Spacewatch   |
| 251986 - | 2000 DR11                | 27 febbraio 2000 | Spacewatch   |
| 251987 - | 2000 DS11                | 27 febbraio 2000 | Spacewatch   |
| 251988 - | 2000 DQ76                | 29 febbraio 2000 | LINEAR       |
| 251989 - | 2000 DY109               | 29 febbraio 2000 | LINEAR       |
| 251990 - | 2000 ER25                | 8 marzo 2000     | Spacewatch   |
| 251991 - | 2000 ET52                | 3 marzo 2000     | Spacewatch   |
| 251992 - | 2000 EO53                | 8 marzo 2000     | Spacewatch   |
| 251993 - | 2000 EX66                | 10 marzo 2000    | LINEAR       |
| 251994 - | 2000 EO98                | 9 marzo 2000     | Spacewatch   |
| 251995 - | 2000 EQ98                | 9 marzo 2000     | Spacewatch   |
| 251996 - | 2000 EY114               | 10 marzo 2000    | Spacewatch   |
| 251997 - | 2000 EG115               | 10 marzo 2000    | Spacewatch   |
| 251998 - | 2000 EY125               | 11 marzo 2000    | LONEOS       |
| 251999 - | 2000 EN126               | 11 marzo 2000    | LONEOS       |
| 252000 - | 2000 EK136               | 12 marzo 2000    | CSS          |